# 心斎橋

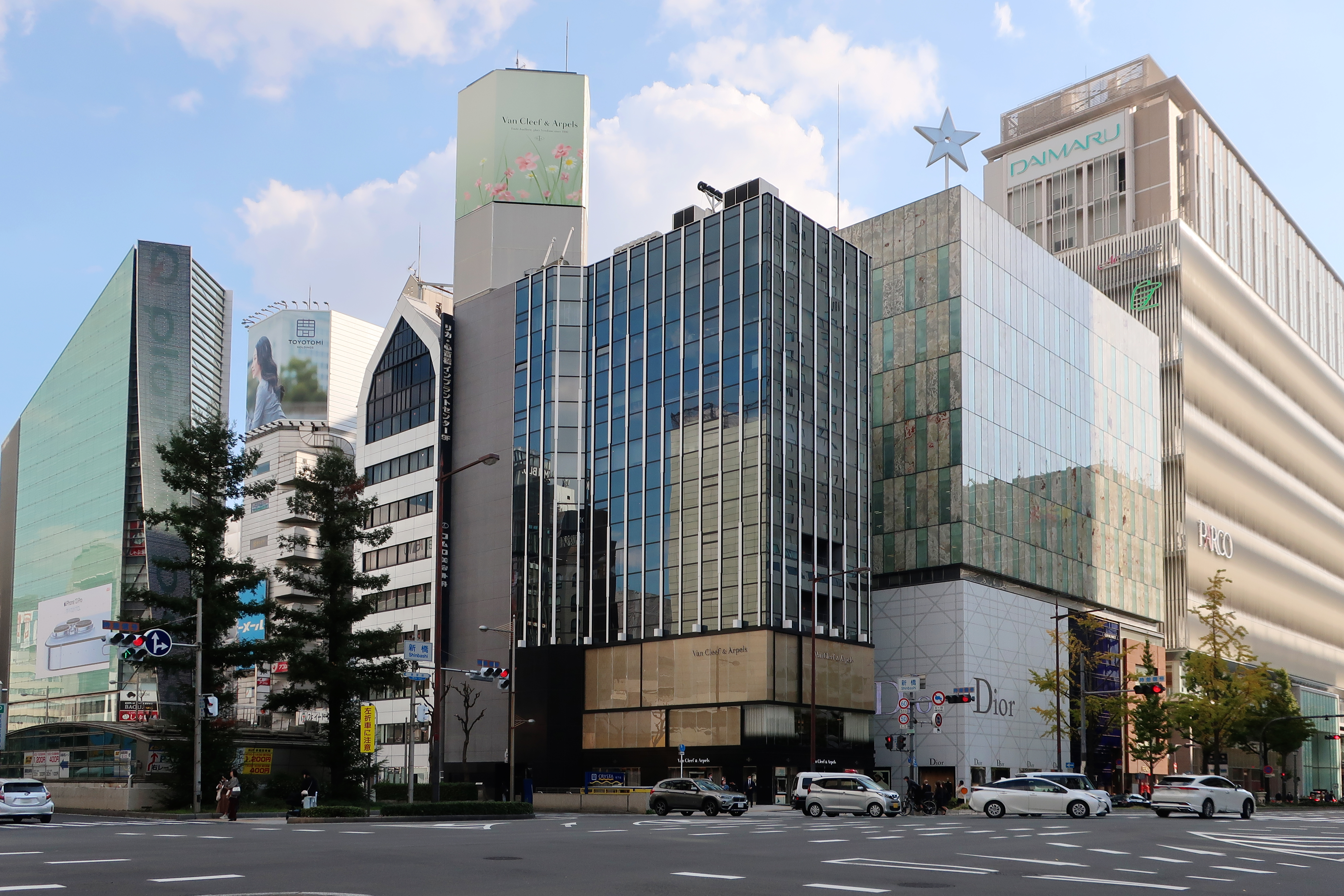
心斎橋ブティック街（御堂筋と長堀通）

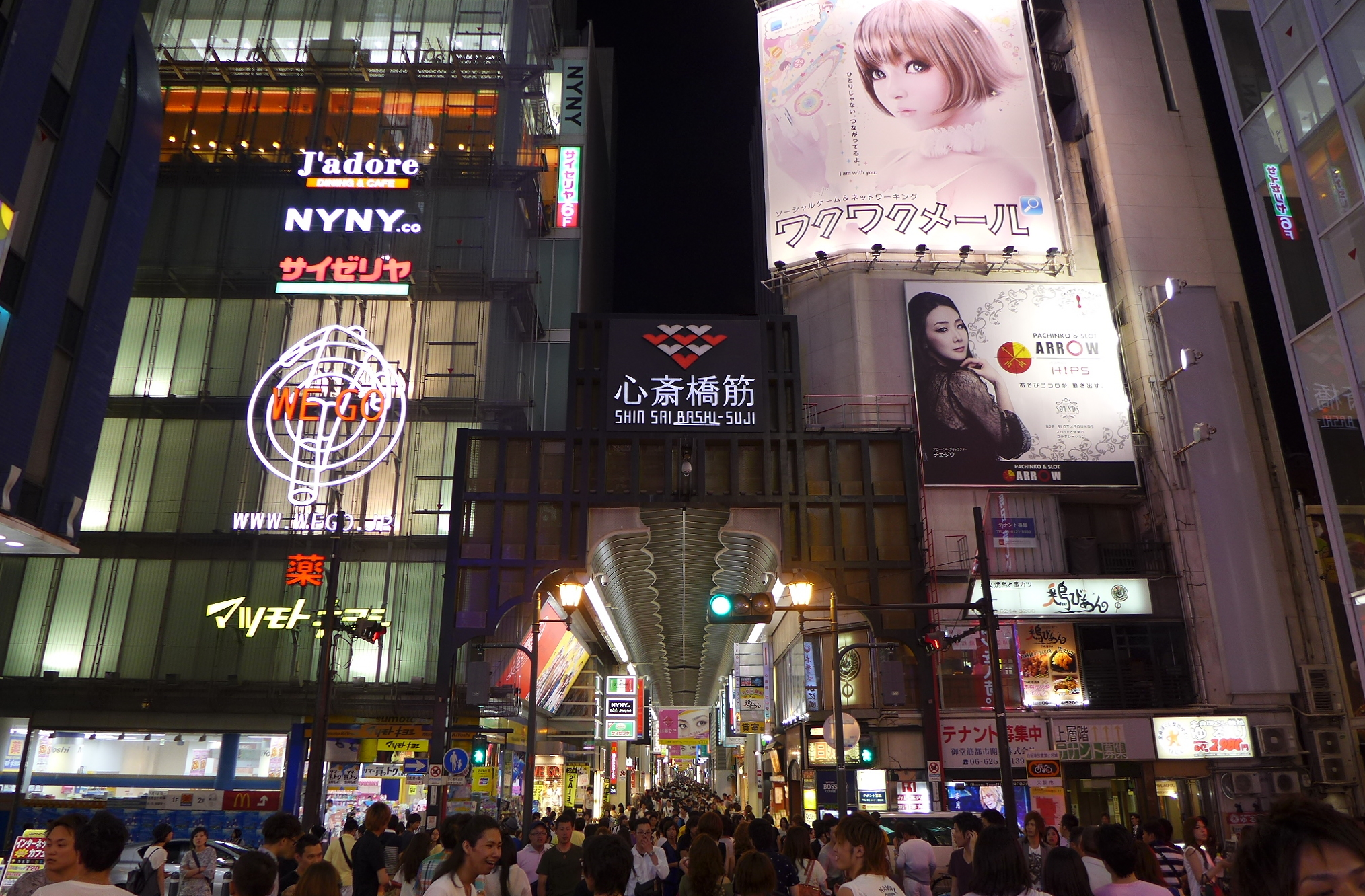
心斎橋筋商店街（道頓堀・戎橋側）

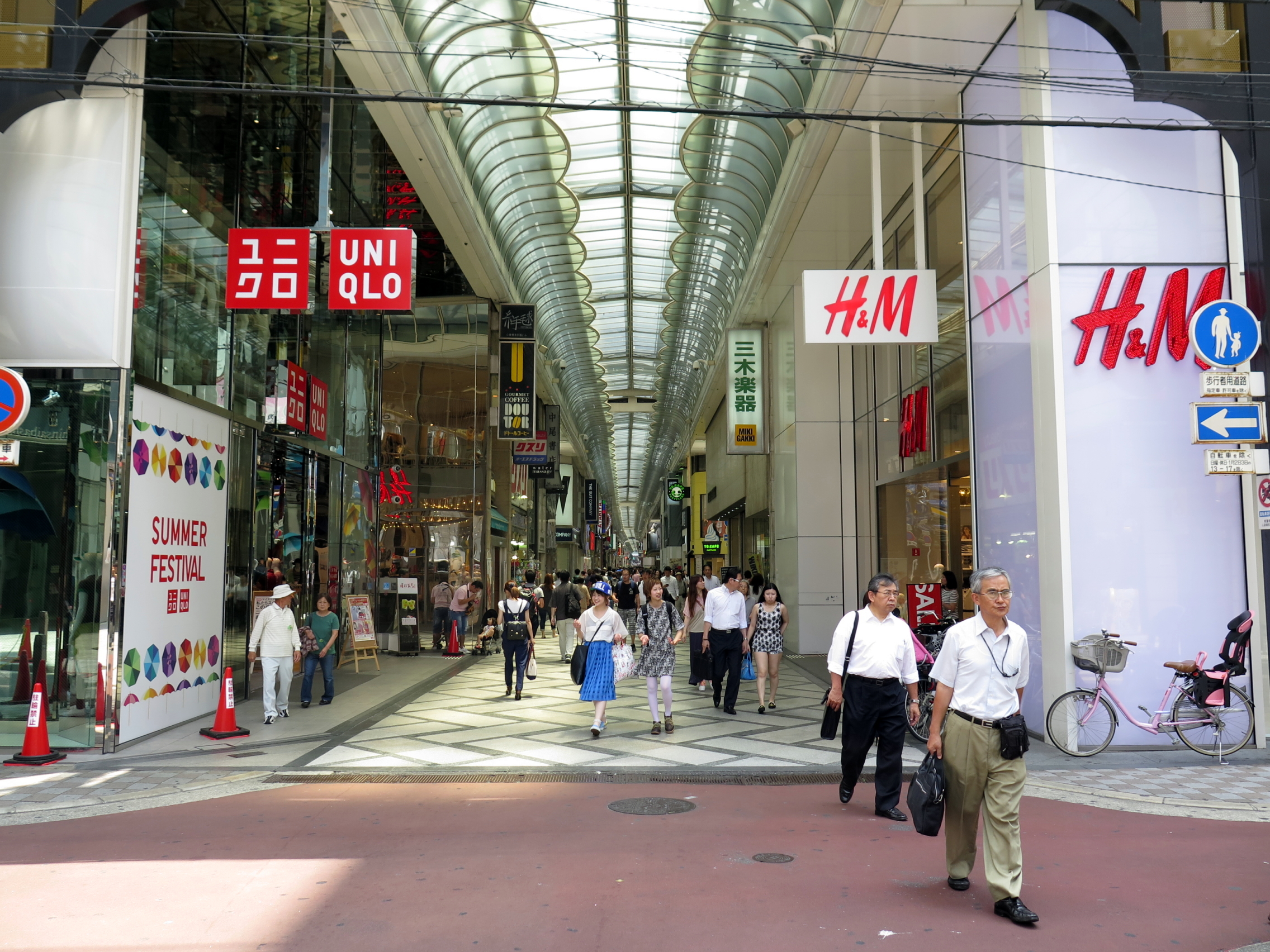
心斎橋筋（長堀通側）

心斎橋（しんさいばし）は、大阪府大阪市中央区の大阪を代表する繁華街。また、かつて長堀川に架かっていた橋でのちに長堀通に整備された歩道橋。範囲としては心斎橋筋・西心斎橋・東心斎橋の辺りであり、行政上「心斎橋」という地名は存在しない。

## 概要
心斎橋は大阪の2大繁華街の一つであるミナミの北側に位置し、大阪市のメインストリートである御堂筋から一筋東の心斎橋筋商店街にかけての地域である。御堂筋を中心に老舗百貨店・専門店・ラグジュアリーブランドの路面店などが集積する大阪を代表する高級繁華街。心斎橋に店を構えることを夢や目標にする人も多い。東京の銀座と並んで日本を代表する高級ブランド街である。
明治・大正期には、大阪の発展とともに心斎橋周辺も繁栄し「東の銀座、西の心斎橋」と並び称され、銀座をそぞろ歩く"銀ブラ"に対して"心ブラ"という言葉が生じた。そういった高級店は御堂筋沿いに多いのに対し、心斎橋筋商店街は大衆向けの店が多くを占める。南側に隣接する難波や道頓堀、千日前などとともに一体的・広域的な繁華街ミナミを形成している。
また近年では、難波や道頓堀からも程近いことから、外国人観光客にも人気の繁華街で、日本語以外の言葉を掲げる看板も多数目立つ。
また、西心斎橋には三角公園（御津公園）を中心に関西における若者文化の発信基地であるアメリカ村（通称:アメ村）が位置し、古着屋を中心に若者向けの店が多数集積している。
心斎橋筋は、船場と島之内を分ける長堀川（現在は埋め立てて長堀通）に架かっていた心斎橋（橋梁）に由来する。単に船場と島之内を繋ぐにとどまらず、道頓堀川にも戎橋が架けられ、なおかつ西横堀川（現在は埋立てて阪神高速1号環状線北行き）寄りの道であったことから、道頓堀の芝居小屋と下船場の新町遊廓を結ぶ道として賑わいを見せるようになり、今日に至っている。
このように心斎橋筋は土佐堀川から道頓堀川まで南北に伸びる道であるが、船場においては心斎橋という認識は薄い。これは、1872年に心斎橋筋（1・2丁目）の町名が島之内においてのみ実施されたことに拠る。

## 歴史
元々心斎橋は、新町遊廓へ至る順慶町通と交差する船場側が栄えていた。順慶町通は夜市で知られ、煌々と照らされる街路は江戸から来た人々も驚くほどであった。しかし、松島遊廓の誕生や大火によって新町遊廓は衰退・焼失してしまい、南海難波駅や湊町駅（現：JR難波駅）の開業（道頓堀以南は戎橋筋と名称を変えるが難波駅前まで通じている）、大丸や十合（そごう）といった呉服店による百貨店経営の開始などにより、明治以降は島之内側が栄えるようになった。なお、現在も船場側には、順慶町通を境に、せんば心斎橋筋商店街と心斎橋筋北商店街がある。
1989年（平成元年）に島之内のうち堺筋 - 畳屋町筋間が東心斎橋、御堂筋以西が西心斎橋という町名になった。しかし、現在も鰻谷（中之町・西之町）、大宝寺町（中之丁・西之丁）、東清水町、西清水町、千年町、玉屋町、笠屋町、畳屋町、周防町、八幡町、三津寺町、久左衛門町といった旧町名およびそれに基づく筋や通の名称は健在で、御堂筋の交差点名にも使用されている。東心斎橋（とりわけ周防町筋以南）および南接する宗右衛門町は、歓楽街として「ミナミ」と呼ばれることが多いが、このエリアでは店舗や居場所の特定に旧町名が頻繁に用いられている。また、西心斎橋の周防町筋周辺はアメリカ村と通称されている。

## 主な施設
- 関西みらい銀行心斎橋営業部
- 十八親和銀行大阪支店
- 静岡銀行大阪支店
- 三菱UFJ銀行西心斎橋支店
- 大阪南船場郵便局
- 大阪心斎橋郵便局
- 大阪戎橋郵便局
- 在大阪韓国総領事館
- 神戸生絲本社
- ホテル日航大阪
  - 和光大阪店

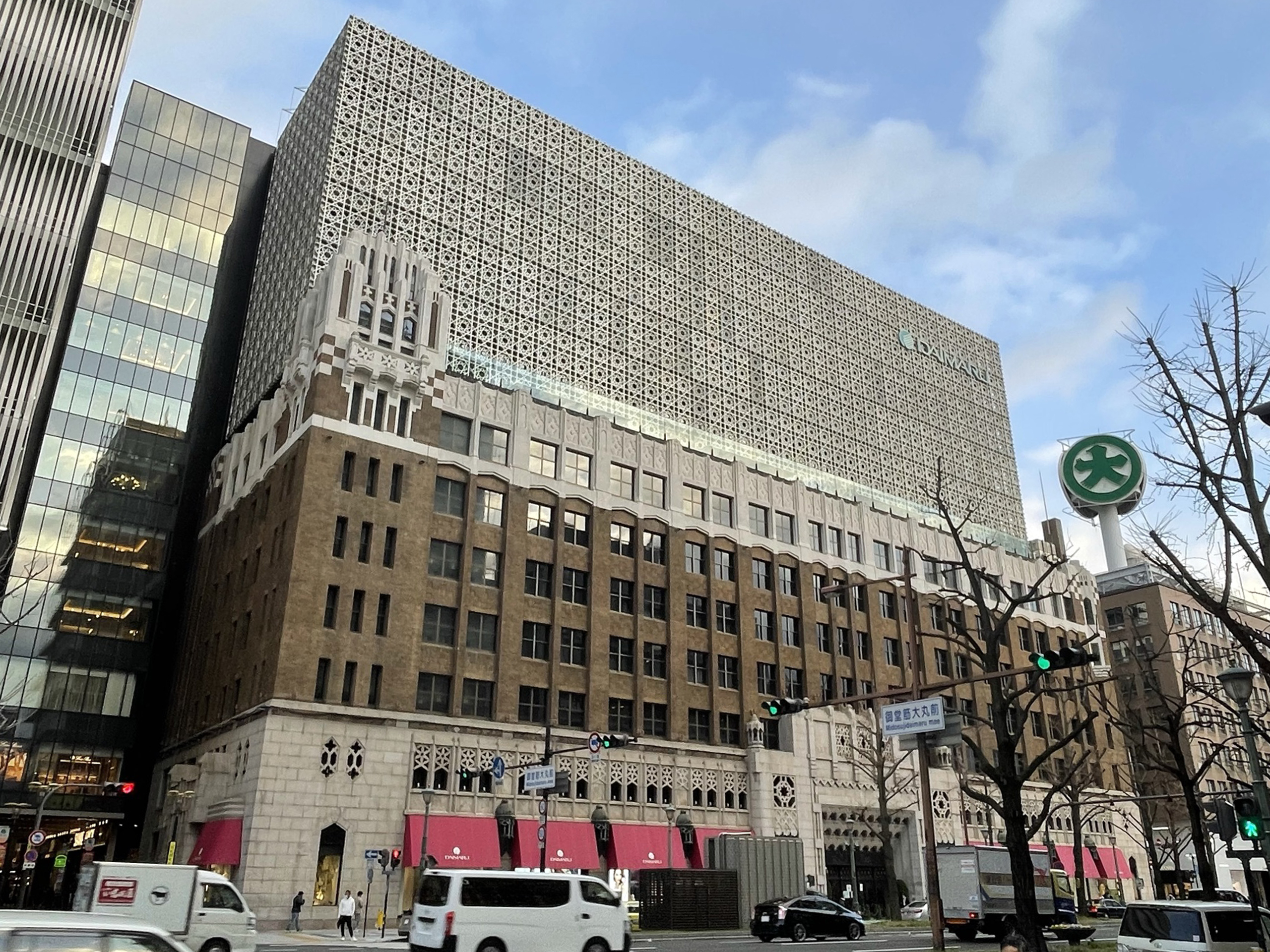
大丸心斎橋店本館

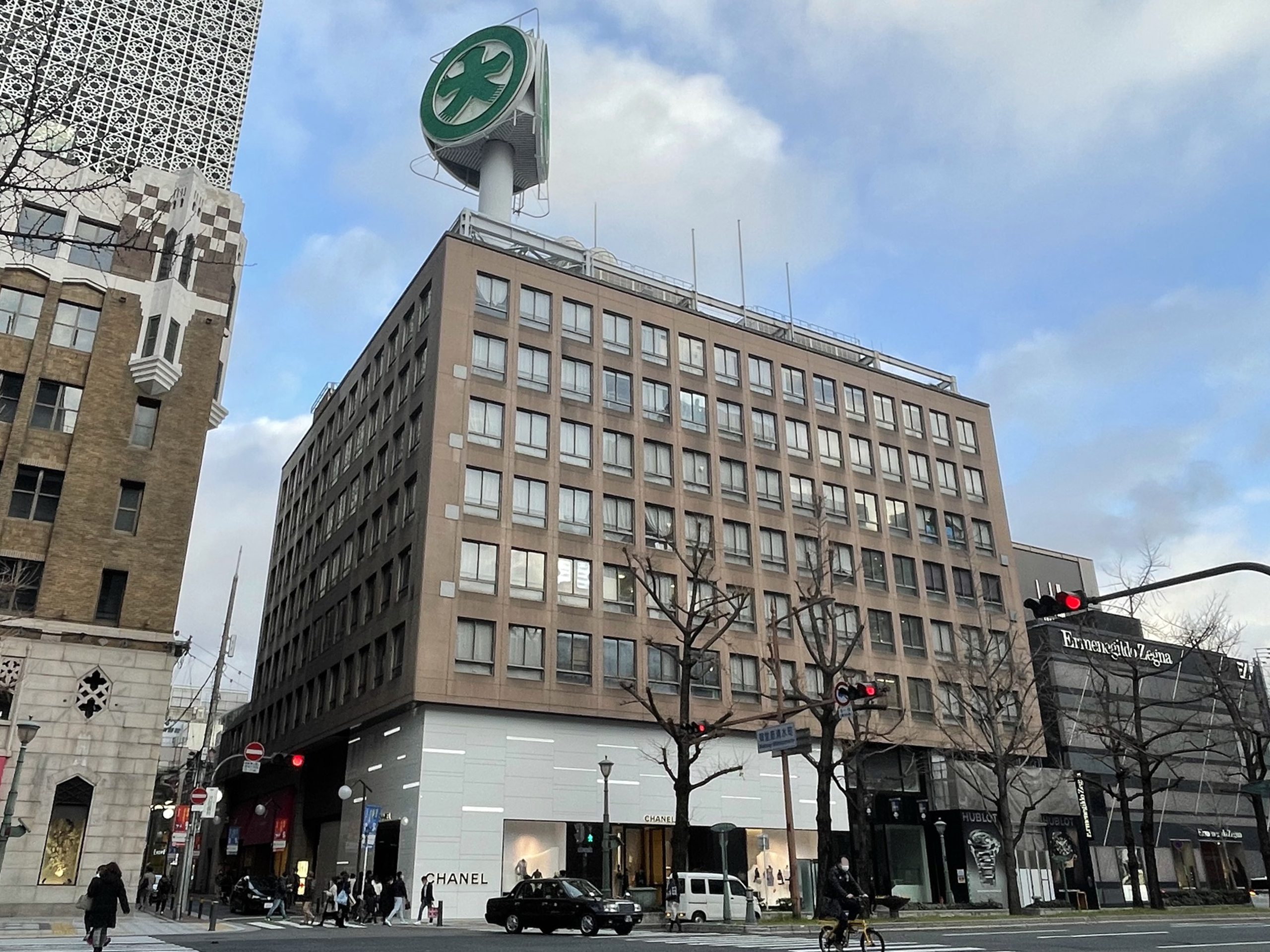
大丸心斎橋店南館

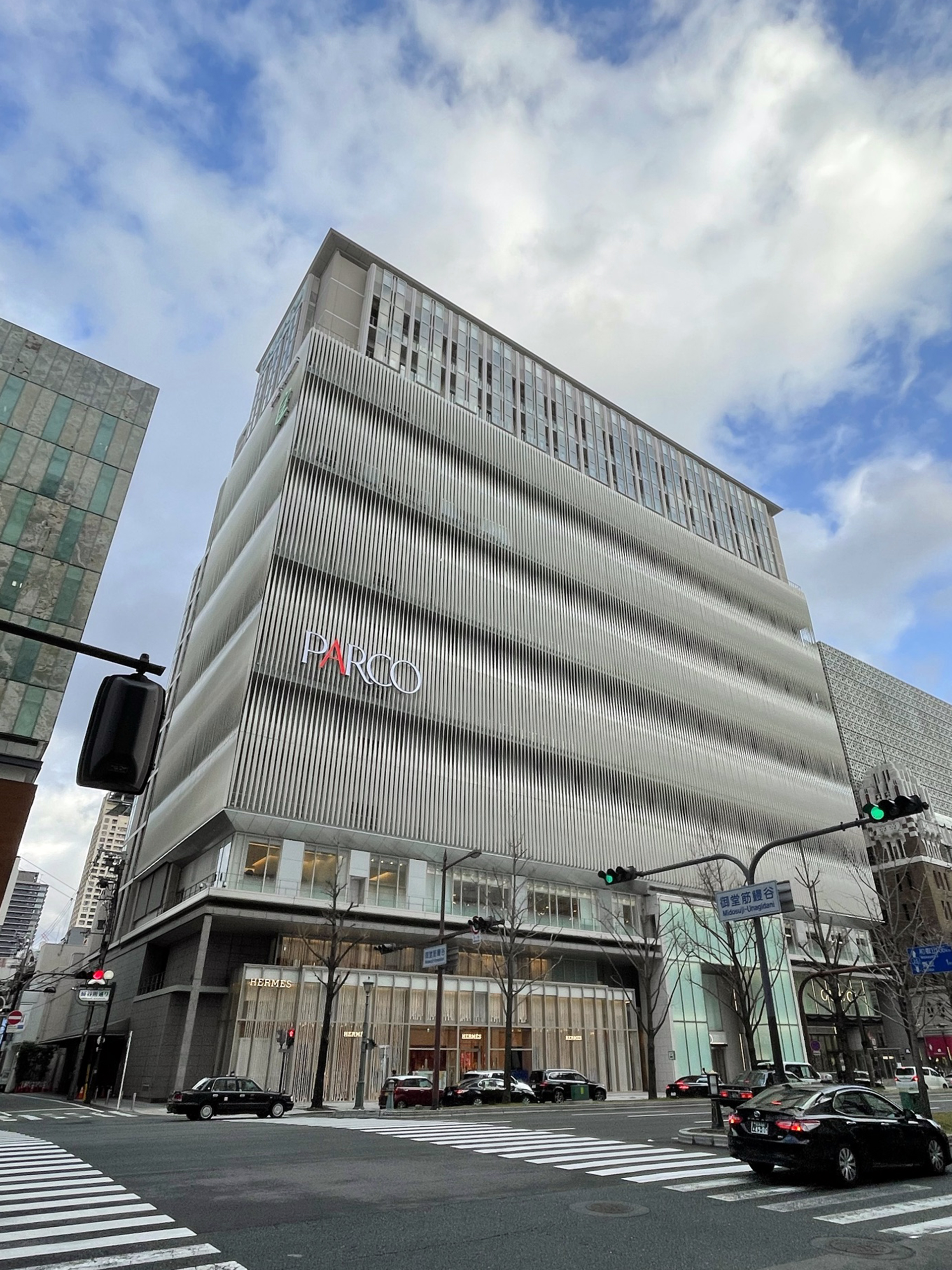
心斎橋パルコ

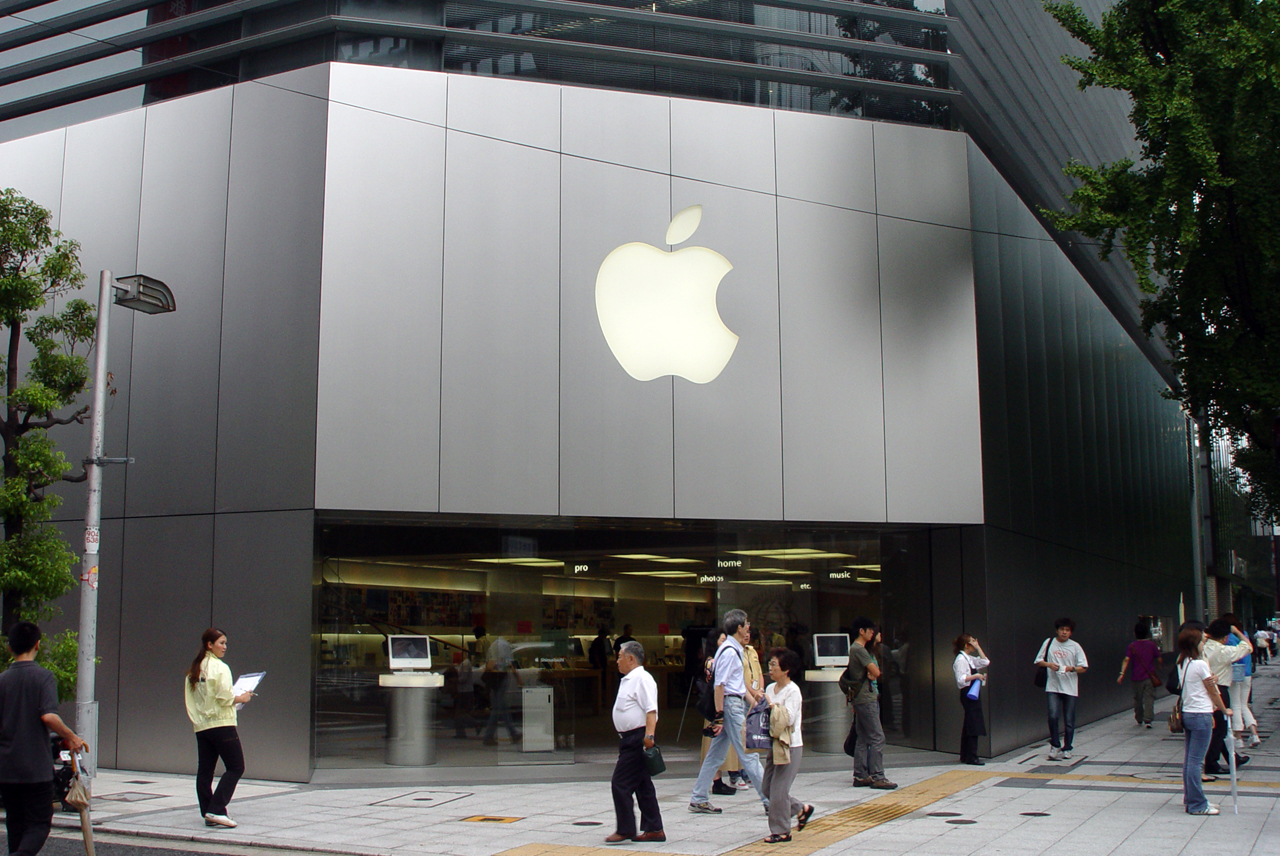
Apple Store心斎橋

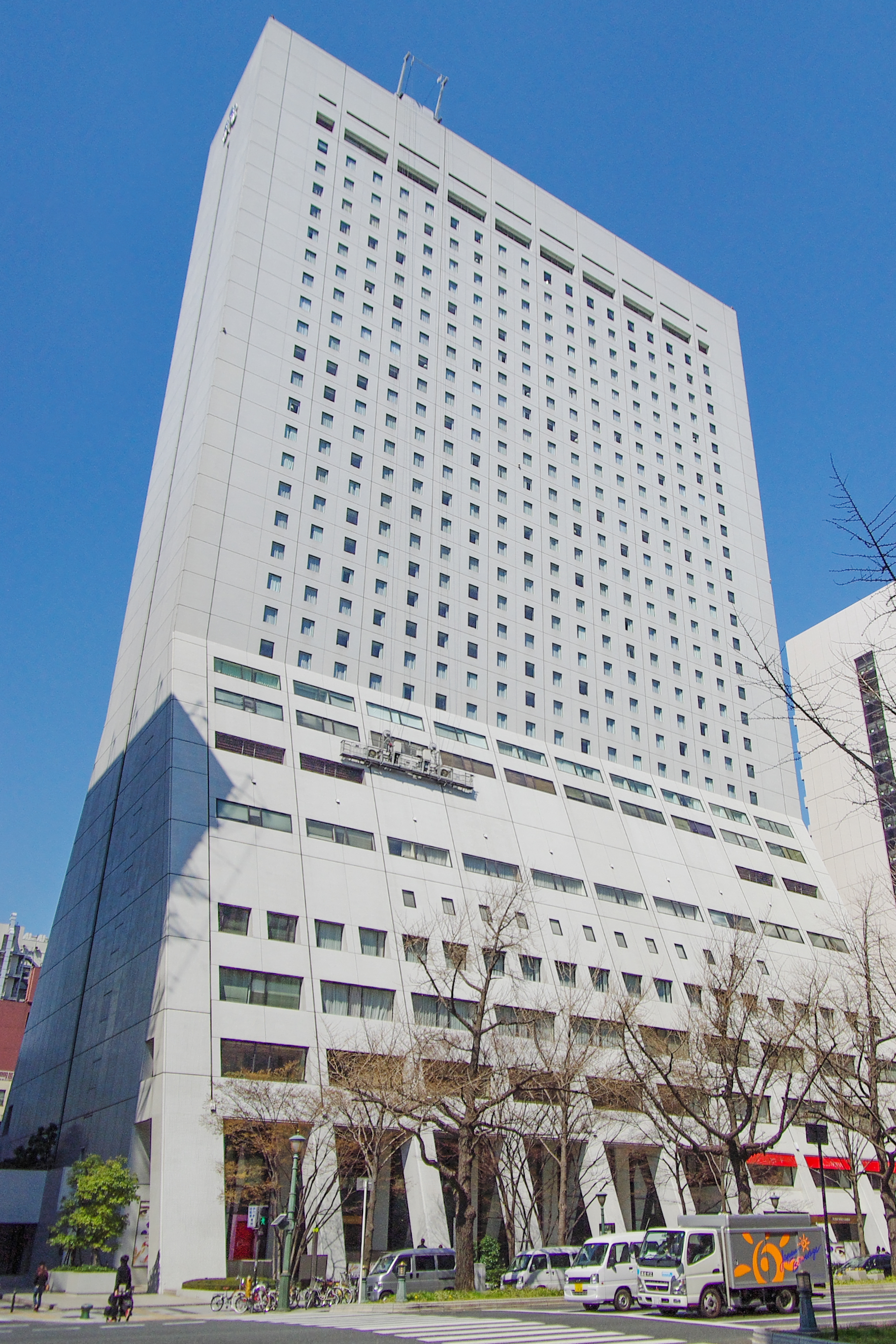
ホテル日航大阪

  - スタニングルアー心斎橋店 - 2001年、神戸創業のオリジナルブランド、かつセレクトショップ。北区角田町（北梅田）のEST、東京南青山などに店舗がある。ロンドン発のスウォッシュ (SWASH)やシューズのソフィアウェブスター (SOPHIA WEBSTER) などを取り扱う[2]。
- アメリカ村
  - ビッグステップ
    - キンジ - 1982年、アメ村で開業したのを起源とする古着屋ないしアパレルリサイクルショップの大型店。大阪中心に展開し梅田OPA・住之江・なかもず・岸和田などにある。東京では原宿・下北沢にある[3]。ベーシックスタイルゆえ対象年齢層も幅広い[4]。
    - ラブレス - 三陽商会による有名無名クリエイティブブランドとのセレクトショップ[5]。その他一号店の南青山、代官山、名古屋、京都、福岡天神に路面店がある。
    - A|Xアルマーニ エクスチェンジ - アルマーニによるカジュアルライン[6]。
    - ニトリ
    - BIG CAT

  - ビッグステップウェスト
  - サンキューマートアメリカ村店 - 海外輸入雑貨や古着等衣料のショップチェーン。アメ村の他、難波や茶屋町（北梅田）その他、東京原宿界隈でも数店舗展開している。
  - WEGO（ウィゴー）アメリカ村店 - 1994年にアメ村で開業した古着屋ないしアパレルリサイクルショップ。下記心斎橋筋界隈の3店舗、心斎橋OPA店の計4店舗が界隈で展開しているほか、なんばウォーク、あべのキューズモールにある。東京では原宿界隈の数店舗や下北沢などにある。アメ村の発祥店は2013年に閉店したが、2017年に再開店した[7]。
  - フライングタイガーコペンハーゲンアメリカ村ストア - デンマーク・コペンハーゲン発の100円ショップ的な雑貨チェーン。2012年7月にアジア第一号店として開店した。心斎橋西側南堀江には、同地発の同種人気雑貨店ASOKOがある[8]。両店とも東京神宮前（原宿）などでも展開している。
  - かに道楽網元別館
  - 北極星（洋食店） - 東京銀座の煉瓦亭等と「オムライス発祥店」を称する。
  - 味穂（たこ焼き屋） - 周辺界隈のたこ焼き屋には、わなかアメ村店、甲賀流 アメ村本店、どないや アメリカ村店その他多く連なる。
- 心斎橋OPA（オーパ）
  - マーク・ジェイコブス
  - サマンサタバサプチチョイス、サマンサティアラ
  - コスメキッチン - 近藤広幸のマッシュHDが展開するオーガニックコスメ等のセレクトショップ。阪急うめだ本店や阪急三番街、天王寺ミオ、東京渋谷ヒカリエや表参道交差点界隈その他各地で展開する。また、同グループのアパレルブランド ジェラートピケもOPA内に店舗がある。
  - HMV&BOOKS SHINSAIBASHI
- クリスタ長堀（長堀地下街）
  - 3COINSクリスタ長堀店 - スリーコインズ。同地発の各種雑貨等の300円ショップ。下記心斎橋筋商店街の心斎橋店、なんばCITYやなんなんタウンなどの他、東京渋谷など全国各地にある。上記ASOKOやバッグブランドのラシット (russet) は同じパルグループ社が展開。
  - ディーン・アンド・デルーカカフェクリスタ長堀
- 心斎橋筋商店街

  - ZARA（旧：ソニータワー大阪跡のラ・ポルト心斎橋内にある）
  - ディオール（エトワール心斎橋(LVMHビル)内にある）
  - H&M（ロフトなど旧パルコ本館の心斎橋ZERO GATE内にある）
  - ポロ ラルフ・ローレン心斎橋店
  - カルツェドニア (CALZEDONIA) 心斎橋店 - 1987年ヴェローナ創業イタリア発のレッグウェアないしボトムスや、ビーチウェアないし水着のフランチャイズブランド[9]。「CALZEDONIA & intimissimi」と、下着の「インティミッシミ」ブランドとの共同店舗での展開。日本第一号店は大阪茶屋町店（2016年11月心斎橋に移転）。2015年4月以降、東京表参道その他で展開[10]。
  - ビューティ&ユース ユナイテッドアローズ心斎橋店
  - アーバンリサーチストア心斎橋店
  - ローリーズファーム心斎橋店
  - ユニクロ - ユニクロの日本初の「グローバル旗艦店」として2010年に開業[11]。新型コロナウイルスの感染拡大による外国人観光客の減少により2021年8月1日に従来の店舗を閉店することになった（心斎橋店はファーストリテイリング傘下のジーユー (GU) の近隣店舗として9月に再開業する予定）[11]。
  - ジーユー
  - アシックス
  - 三木楽器
  - ディズニーストア
  - サンリオギャラリー
  - 銀装心斎橋本店
  - ボンボンウォッチ - シャンゼリゼやモンテーニュ大通り界隈パリ8区マリニャン通りにあるフランス発の時計ブランド。日本では、東京銀座本店や神宮前、福岡博多阪急内にある[12]。"ボンボン"はフランス語で"キャンディ"の意。
  - 宇治香園大阪心斎橋店
- Apple Store
- カメラのナニワ心斎橋本店 - 1990年代までは家電やブランド品の販売にも力を入れており、「心斎橋の新名所・ナニワ村」として7号館（4号館は欠番だったので6棟）まで構えるほどの巨大店舗だったが、21世紀に入ってからは本業のカメラ販売に集中している。「大丸とそごうの間を東へ50歩」のCMで知られていた。
- 心斎橋パルコ
  - バーバリー
  - ティファニー
  - サカイ (sacai)
  - カラー (kolor)
  - エンポリオ・アルマーニ
  - メゾン・マルジェラ
  - ユナイテッドアローズ
  - ハンズ心斎橋店
- 大丸心斎橋店（本館・南館）
  - サン＝ローラン大丸心斎橋店
  - シャネル大丸心斎橋店
  - フェンディ大丸心斎橋店
  - ブルガリ大丸心斎橋店
  - エミリオ・プッチ大丸心斎橋店
  - セリーヌ大丸心斎橋店
  - ランバン コレクション、ランバン オン・ブルー大丸心斎橋店
  - ロエベ大丸心斎橋店
  - ソニア・リキエル大丸心斎橋店
  - アニエス・ベー大丸心斎橋店
  - クリスチャン・ルブタン大丸心斎橋店
  - サルヴァトーレ・フェラガモ大丸心斎橋店
  - バリー大丸心斎橋店
  - ボッテガ・ヴェネタ大丸心斎橋店
  - マックスマーラ大丸心斎橋店
  - ck カルバン・クライン大丸心斎橋店
  - ポロ ラルフ・ローレン大丸心斎橋店
  - プリーツプリーズ イッセイミヤケ大丸心斎橋店
  - サマンサタバサ プチチョイス、サマンサタバサ アンダー25&No.7大丸心斎橋店
  - インディヴィ大丸心斎橋店
  - セオリー大丸心斎橋店
  - ヨーガン・レール大丸心斎橋店
  - マイケル・コース大丸心斎橋店
  - マルニ大丸心斎橋店
  - コーチ大丸心斎橋店
  - モラビト大丸心斎橋店
  - エルベ・シャプリエ大丸心斎橋店
  - バカラ大丸心斎橋店
  - モーブッサン大丸心斎橋店
  - ヴァンクリーフ&アーペル大丸心斎橋店
  - ブレゲ大丸心斎橋店
  - ティファニー大丸心斎橋店
  - カルティエ大丸心斎橋店
  - ジバンシィ大丸心斎橋店(化粧品売場のみ。ブティックは阪急うめだ本店にある)
  - ローマイヤ大丸心斎橋店
  - ユーハイム大丸心斎橋店
  - モロゾフ大丸心斎橋店
  - ヨックモック大丸心斎橋店
  - ロクシタン大丸心斎橋店
  - ラデュレ大丸心斎橋店（大阪三越伊勢丹店閉店に続き2015年11月閉店）
- プーマストア大阪 - 2012年12月、アジア最大の店舗としてアメ村界隈御堂筋沿いに開店[13]。
- パタゴニア大阪
- 洋服の青山
- GAP
- シップス
- コム・デ・ギャルソン
- エルメス御堂筋店
- ルイ・ヴィトン大阪心斎橋店
- グッチ
- カルティエ心斎橋ブティック
- ショーメ
- ピアジェ
- ブシュロン
- ドルチェ&ガッバーナ
- フェンディ大阪店
- プラダ
- ジャンニ・ヴェルサーチ
- ジョルジオ・アルマーニ
- ダンヒル
- ハリー・ウィンストン
- オメガ
- フランク・ミュラー
- ロレックス
- マックスマーラ大阪店
- ディーゼル

## 交通機関
いずれの3駅とも徒歩圏内にある。
最寄り駅
- Osaka Metro 心斎橋駅
  - 御堂筋線・長堀鶴見緑地線
- Osaka Metro 四ツ橋駅
  - 四つ橋線
- Osaka Metro なんば駅
  - 御堂筋線・四つ橋線・千日前線
- 南海電気鉄道 難波駅
  - 南海本線・南海高野線
- 近畿日本鉄道・阪神電気鉄道 大阪難波駅
  - 近鉄難波線・阪神なんば線
- 西日本旅客鉄道（JR西日本）JR難波駅
  - 関西本線（大和路線）

## 心斎橋を舞台とした作品

### 小説
- その街の今は（柴崎友香）
- 寝ても覚めても（柴崎友香）
- フルタイムライフ（柴崎友香）

## 心斎橋（橋梁）

### 歴史

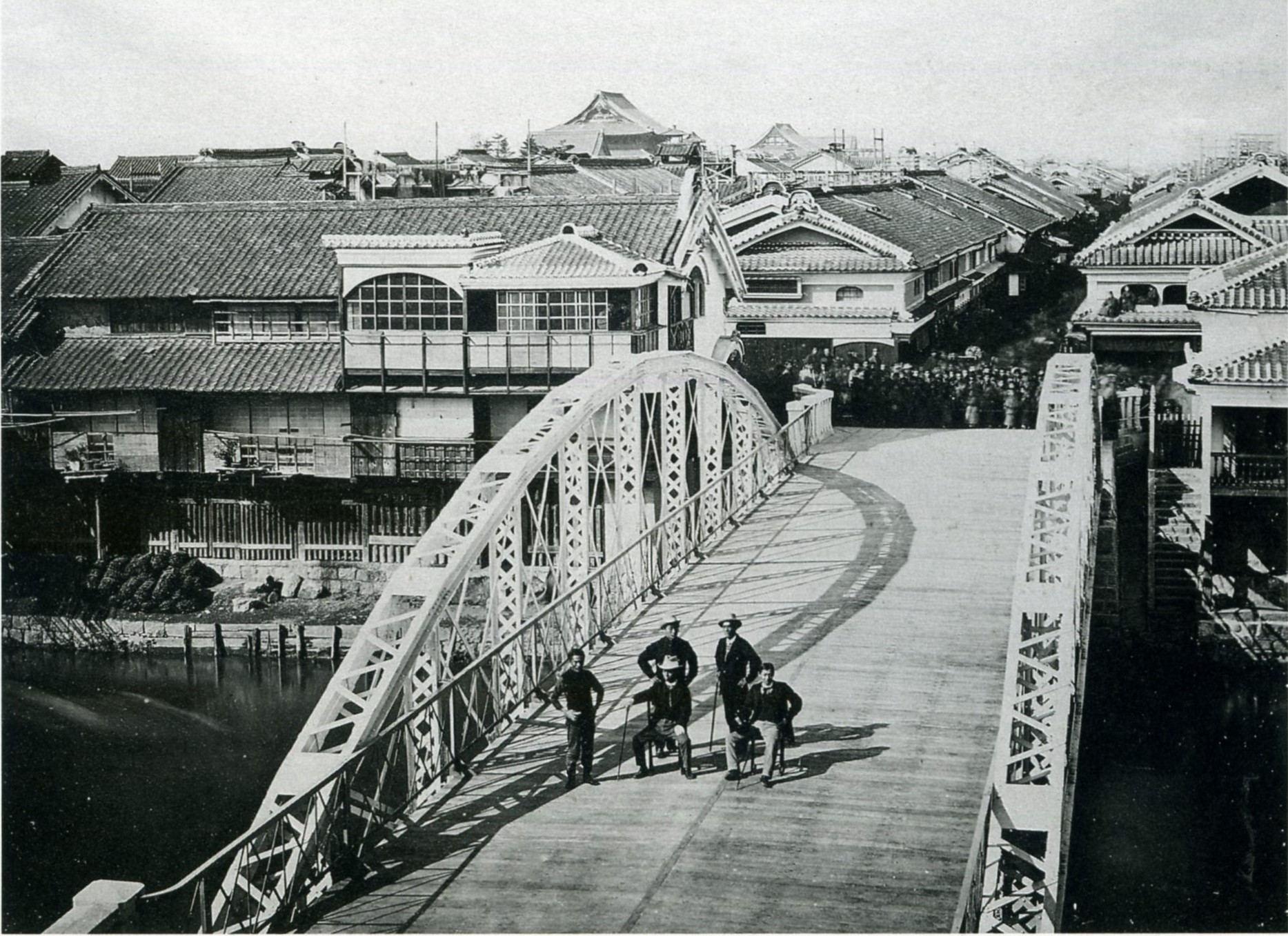
鉄橋の心斎橋を南から（明治初期）

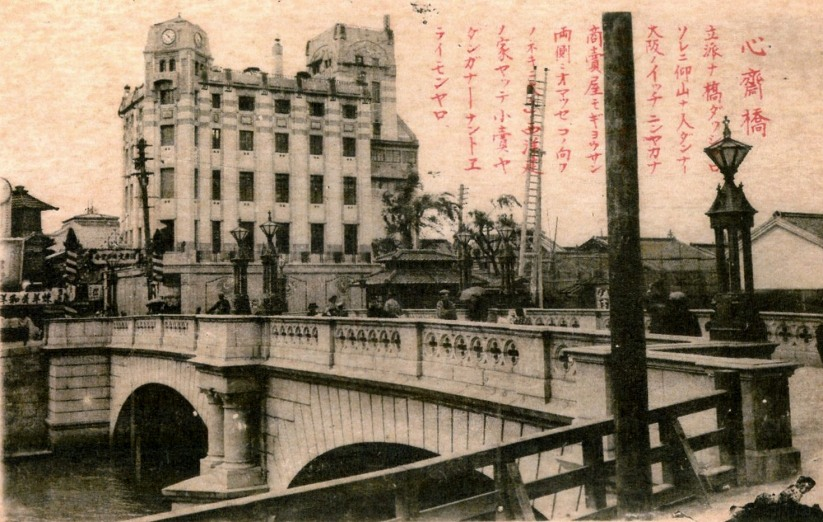
石造橋の心斎橋を北から（大正-昭和初期）

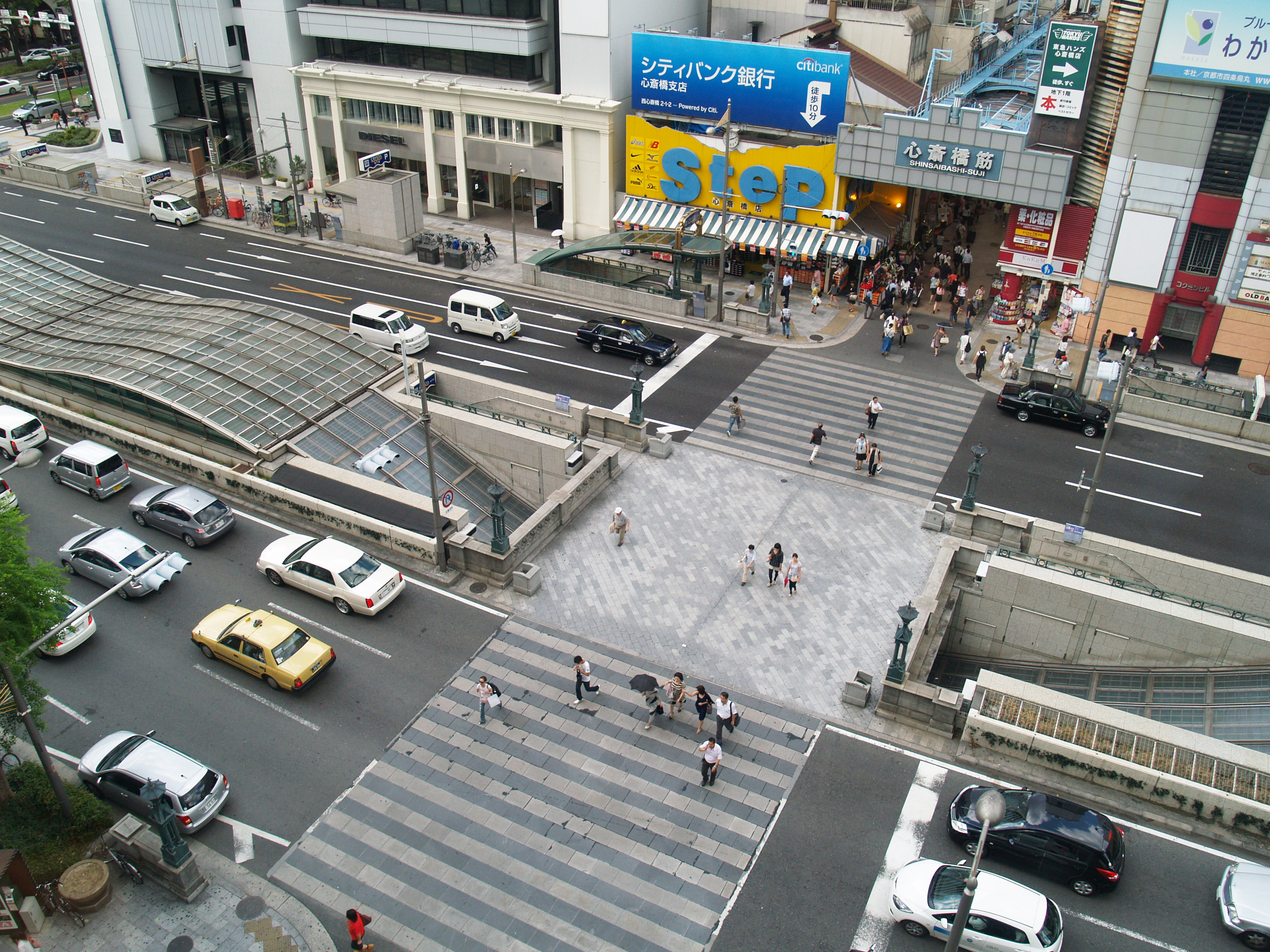
クリスタ長堀の上に復元された心斎橋を南から（2011年）

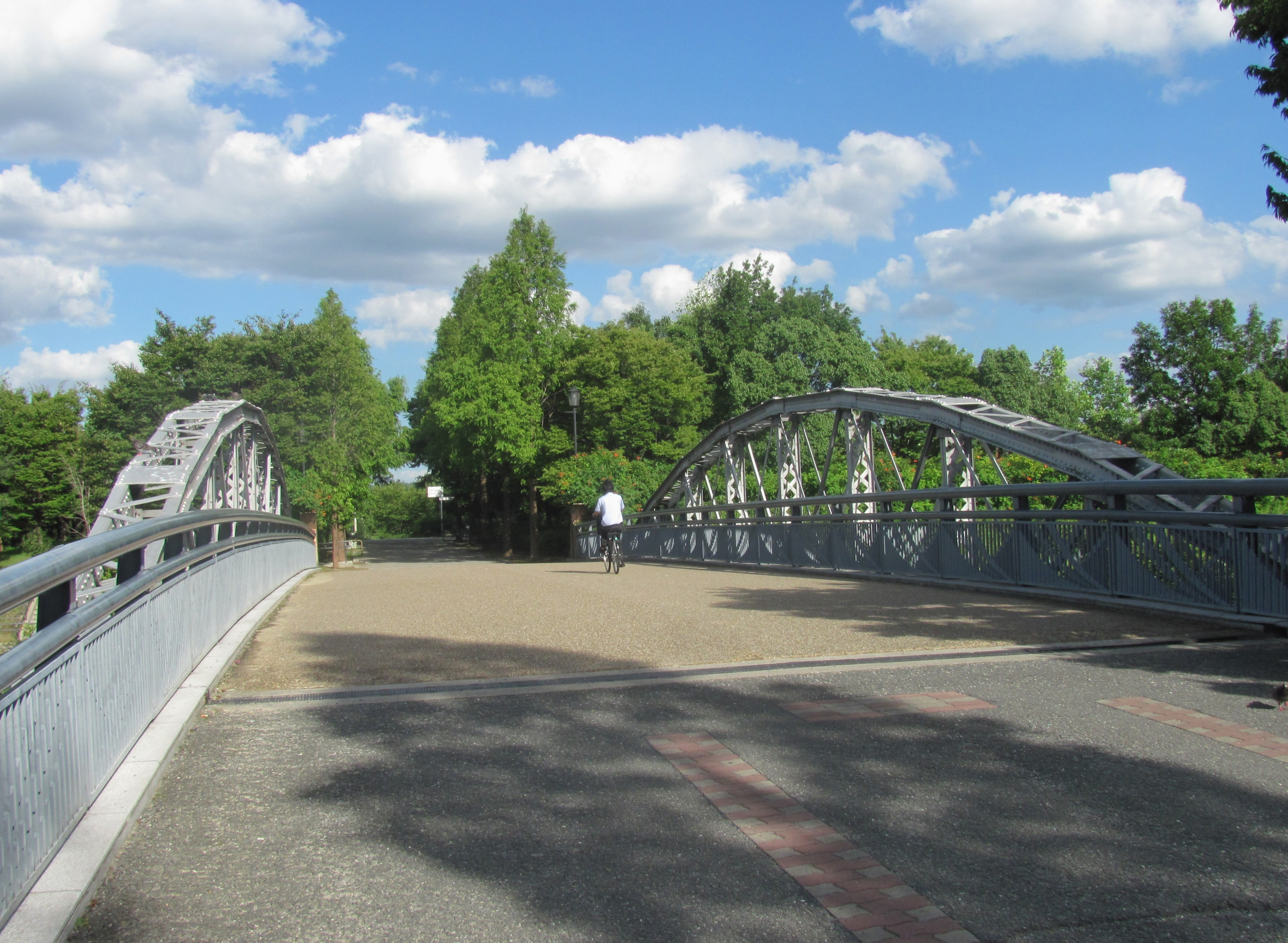
鶴見緑地公園に現存する鉄橋の心斎橋（緑地西橋）

心斎橋は元々長堀川に架かっていた橋の名前である。1622年（元和8年）に長堀川の開削と同時に架けられたというのが有力な説であり、「心斎系譜」によると長堀川を開削した4名のうちの1人、岡田心斎が長堀川の両岸を町域とした長堀心斎町の往来の便のため、南北に橋を架けたことが名前の由来になっている。当時の心斎橋は、長さ18間（約35m）、幅2間半（約4m）の木橋だった。人通りの多い地域にあった木橋で傷みやすく、洪水や火災の被害も受けるなど維持管理に多くの資金が費やされたという。
その後、1873年（明治6年）に本木昌造の設計によって鉄橋に生まれ変わる。ドイツ製で、大阪で2番目、日本で5番目の鉄橋だった。当時の人にとって鉄橋は非常に珍しく、大阪の人の間で話題となり、錦絵にも描かれた。この鉄橋は鶴見緑地公園の緑地西橋として現存する。1908年（明治41年）に心斎橋としての役割を終え撤去された後、境川運河の境川橋、1928年（昭和3年）に大和田川の新千船橋（大阪市西淀川区）と移設を重ね、1973年(昭和48年)に鶴見緑地にすずかけ橋として保存され、1989年に現在地に移ったもの。日本現存最古の鉄橋と言われている。
1909年（明治42年）には野口孫市の設計によって石造橋に架け替えられ、壮大な渡り初めが行われた。愛媛県今治市沖の大島産の花崗岩が用いられた。

### 歩道橋
1962年（昭和37年）に長堀川が埋め立てられて撤去された後、1964年（昭和39年）に長堀通を横断する歩道橋として移築された。映画「ブラック・レイン」にもワンシーンながら登場している。その後、地下鉄長堀鶴見緑地線の工事のため撤去されたが、1997年（平成9年）にクリスタ長堀が完成した際、もとの心斎橋の位置に石造橋の一部がガス灯と共に復元された。親柱、四つ葉のクローバー型の装飾のある欄干は建造時のもので、橋名・架橋年月・石工棟梁と石材提供人の名が刻まれている。クリスタ長堀の天井部を川に見立て、長堀川の水面が再現されている。
Osaka Metro 心斎橋駅長堀鶴見緑地線ホームは、心斎橋の欄干やガス灯をモチーフとした装飾が施されている。